# Теговиште
Теговиште је насеље у Србији у општини Владичин Хан у Пчињском округу. Према попису из 2022. било је 104 становника (према попису из 2011. било је 131 становника).

## Положај
Село лежи непосредно изнад Јужне Мораве, на њеној левој страни. Као и поменута река, оно је издужено од југозапада према североистоку. У том правцу Теговиште је дуго око 3 километра. Источно од села, на десној страни, лежи велики и добро познати каменолом Девојкин Камен. Становници водом се снабдевају из бунара и са кладенаца.
Потеси на атару зову се: Цвећа Лука (близу Јужне Мораве), Бандилова Шума, Бунар, Селиште, Бањина Падина, Орао Лука, Ливаде, Мусина Долина, Голема Падина, Царево Гумно, Шаруља, Обешеник, Голема Страна, Вирови, Орнавица.
У Теговишту су махале: Бунар, Кућиште, Лешје, Јазина, Горуња, Кана Бара и Рид. Постоје и поједине сасвим издвојене куће. Махале су међу собом оштро издвојене и насеље у целини има јако разбијен тип. У свему Теговиште броји 66 домова (1959).

## Старине и прошлост
На падини изнад Јужне Мораве је локалитет Црквиште. Ту се налази црква у рушевинама оријентисана у правцу исток-запад. Сада се јасно види да се црква састојала од два дела: предњег дугог 5 метара и задњег дугог 4 метра. Ширина цркве је била 5 метара. Црквени зидови дебели су око 80 центиметара. Они су од каменова лепљених блатом. Северни зид висок је до 2 метра, а и остали зидови су прилично високи. Крај ове порушене цркве било је гробова. Око поменутог Црквишта налази се пространо и обрађено земљиште звано Селиште. Тамо има по једну или више њива готово цело село. По народној традицији Црквиште и Селиште припадали су оном старом српском становништву, које је овде живело пре оснивања данашњег насеља.
Становници наводе да су најстарији род у Теговишту Фртунци. Они су се доселили од некуда. После њих доселио се род Деда Јовинци, а иза њих дошли су остали родови. Становници рода Фртунци и рода Деда Јовинци имају највише добре земље на поменутом Селишту.
Потеси Царево Гумно и Мусина Долина сада су већином под шумом. У народу се не чује никакво објашњење о постанку њихових имена.
Сеоска слава је Митровдан. Сеоски крст је на месту Забел крај школе. Преци данашњих становника понекад су посећивали цркву у Горњем Јабукову (Владичин Хан). Сада се о већим празницима иде у цркву села Мртвице.
У Другом светском рату, 23. марта 1943. године, бугарски окупатори запалили су једну трећину Теговишта. Том приликом ухватили су 25 мушкараца и стрељали их на Јеловој Глави у планини (изнад Јастрепца).

## Демографија
У насељу Теговиште живи 149 пунолетних становника, а просечна старост становништва износи 44,0 година (42,8 код мушкараца и 45,3 код жена). У насељу има 65 домаћинстава, а просечан број чланова по домаћинству је 2,82.
Ово насеље је у потпуности насељено Србима (према попису из 2002. године), а у последња три пописа, примећен је пад у броју становника.
|  |

| Демографија | Демографија | Демографија |
| Година      | Становника  | Становника  |
| ----------- | ----------- | ----------- |
| 1948.       | 387         |             |
| 1953.       | 381         |             |
| 1961.       | 368         |             |
| 1971.       | 295         |             |
| 1981.       | 257         |             |
| 1991.       | 222         | 222         |
| 2002.       | 183         | 187         |
| 2011.       | 131         |             |
| 2022.       | 104         |             |

| Етнички састав према попису из 2002.‍ | Етнички састав према попису из 2002.‍ | Етнички састав према попису из 2002.‍ | Етнички састав према попису из 2002.‍ | Етнички састав према попису из 2002.‍ |
| ------------------------------------ | ------------------------------------ | ------------------------------------ | ------------------------------------ | ------------------------------------ |
|                                      |                                      |                                      |                                      |                                      |
| Срби                                 | Срби                                 |                                      | 183                                  | 100,0%                               |
| непознато                            | непознато                            |                                      | 0                                    | 0,0%                                 |

| Година пописа     | 1948. | 1953. | 1961. | 1971. | 1981. | 1991. | 2002. |
| ----------------- | ----- | ----- | ----- | ----- | ----- | ----- | ----- |
| Број домаћинстава | 65    | 68    | 72    | 73    | 73    | 67    | 65    |

| Број чланова      | 1  | 2  | 3  | 4  | 5 | 6 | 7 | 8 | 9 | 10 и више | Просек |
| ----------------- | -- | -- | -- | -- | - | - | - | - | - | --------- | ------ |
| Број домаћинстава | 10 | 24 | 10 | 13 | 5 | 3 | 0 | 0 | 0 | 0         | 2,82   |

| Пол    | Укупно | Неожењен/Неудата | Ожењен/Удата | Удовац/Удовица | Разведен/Разведена | Непознато |
| ------ | ------ | ---------------- | ------------ | -------------- | ------------------ | --------- |
| Мушки  | 75     | 15               | 54           | 5              | 1                  | 0         |
| Женски | 81     | 12               | 54           | 15             | 0                  | 0         |
| УКУПНО | 156    | 27               | 108          | 20             | 1                  | 0         |

| Пол    | Укупно                    | Пољопривреда, лов и шумарство | Рибарство                            | Вађење руде и камена | Прерађивачка индустрија       |
| ------ | ------------------------- | ----------------------------- | ------------------------------------ | -------------------- | ----------------------------- |
| Мушки  | 35                        | 5                             | 0                                    | 0                    | 17                            |
| Женски | 15                        | 4                             | 0                                    | 0                    | 9                             |
| УКУПНО | 50                        | 9                             | 0                                    | 0                    | 26                            |
| Пол    | Производња и снабдевање   | Грађевинарство                | Трговина                             | Хотели и ресторани   | Саобраћај, складиштење и везе |
| Мушки  | 2                         | 7                             | 0                                    | 2                    | 0                             |
| Женски | 0                         | 0                             | 1                                    | 0                    | 0                             |
| УКУПНО | 2                         | 7                             | 1                                    | 2                    | 0                             |
| Пол    | Финансијско посредовање   | Некретнине                    | Државна управа и одбрана             | Образовање           | Здравствени и социјални рад   |
| Мушки  | 0                         | 0                             | 0                                    | 1                    | 0                             |
| Женски | 0                         | 0                             | 0                                    | 1                    | 0                             |
| УКУПНО | 0                         | 0                             | 0                                    | 2                    | 0                             |
| Пол    | Остале услужне активности | Приватна домаћинства          | Екстериторијалне организације и тела | Непознато            | Непознато                     |
| Мушки  | 0                         | 0                             | 0                                    | 1                    | 1                             |
| Женски | 0                         | 0                             | 0                                    | 0                    | 0                             |
| УКУПНО | 0                         | 0                             | 0                                    | 1                    | 1                             |